# Valmondois
Valmondois est une commune française du Val-d'Oise située dans la vallée du Sausseron, confluent de l'Oise.

## Géographie

### Description

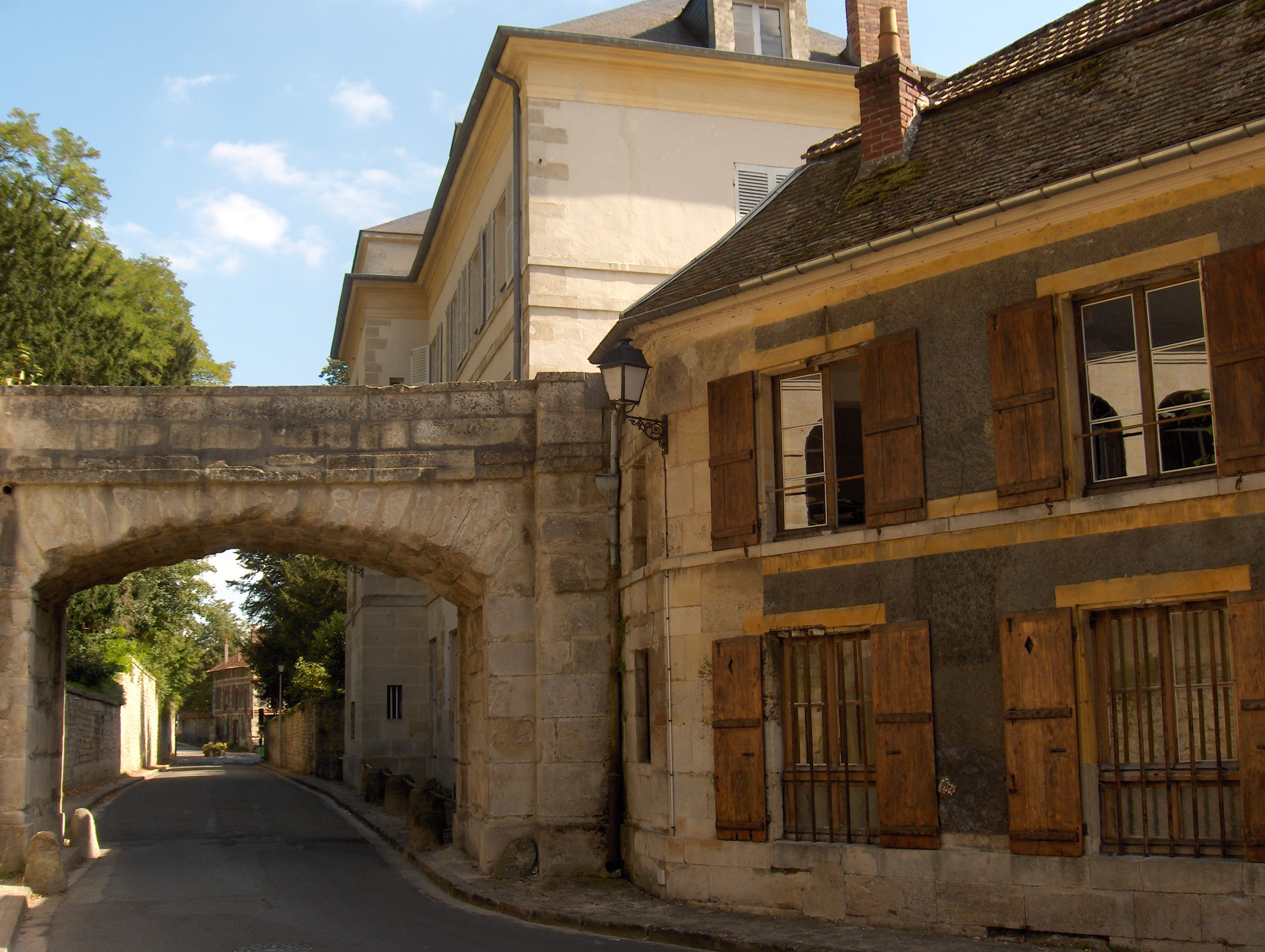
Entrée de Valmondois en 2007.

Elle est située dans le parc naturel régional du Vexin français, à environ 32 km au nord-ouest de Paris.
Le sentier de grande randonnée GR1 traverse le territoire de la commune, il se prolonge vers Auvers-sur-Oise au sud-ouest et Nesles-la-Vallée au nord.
La commune se trouve dans l'aire d'attraction de Paris ainsi que dans son unité urbaine, dans la zone d'emploi de Cergy-Vexin et dans le bassin de vie de L'Isle-Adam.

### Communes limitrophes
La commune est limitrophe de Parmain, L'Isle-Adam, Butry-sur-Oise, Auvers-sur-Oise et Nesles-la-Vallée.
|                 | Nesles-la-Vallée | Parmain     |
| Auvers-sur-Oise | Valmondois       | L'Isle-Adam |
|                 | Butry-sur-Oise   |             |

### Géologie et relief
La superficie de la commune est de 4,59 km2 ; son altitude varie de 24  à   116 mètres.

### Hydrographie

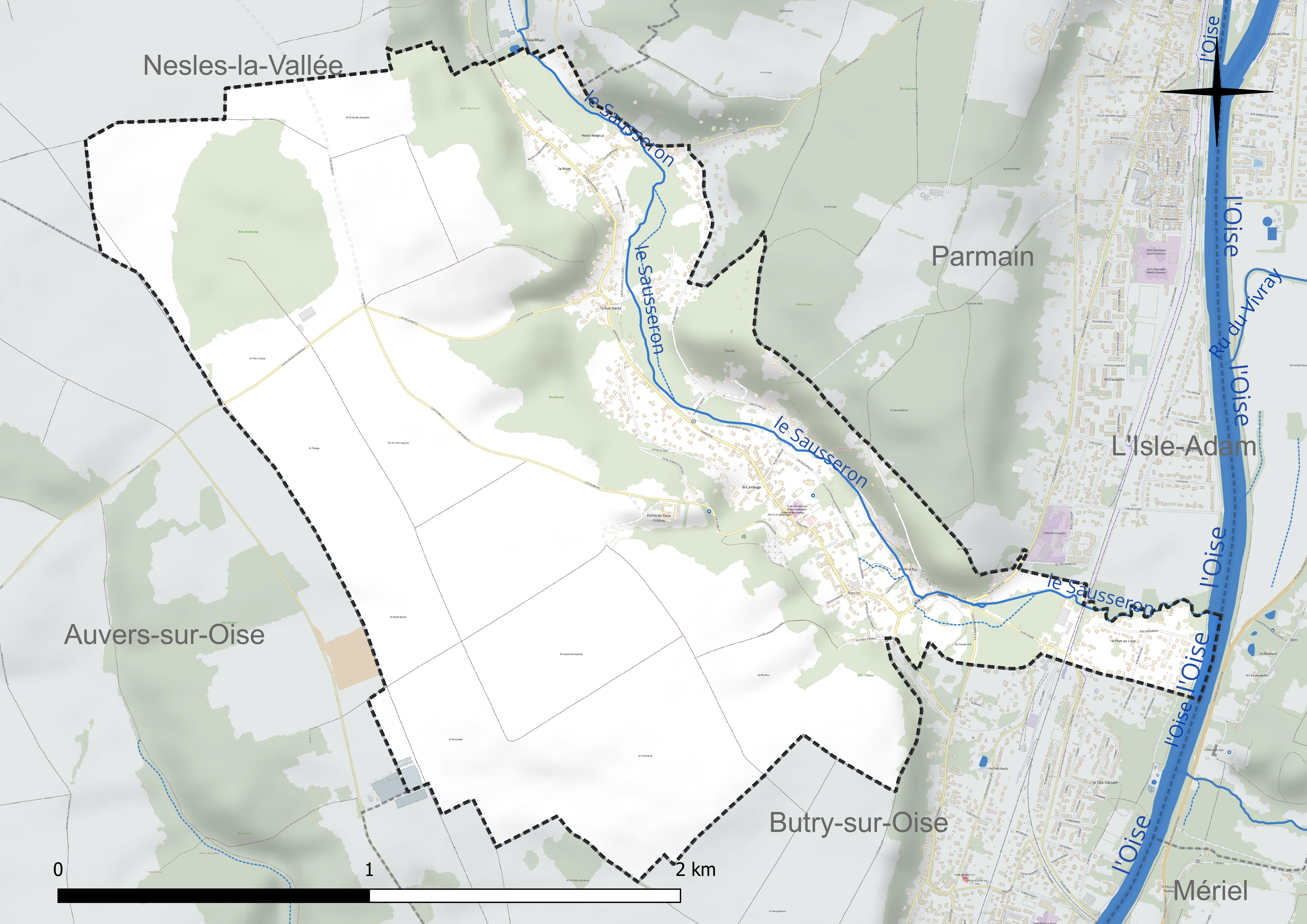
Carte hydrographique de la commune.

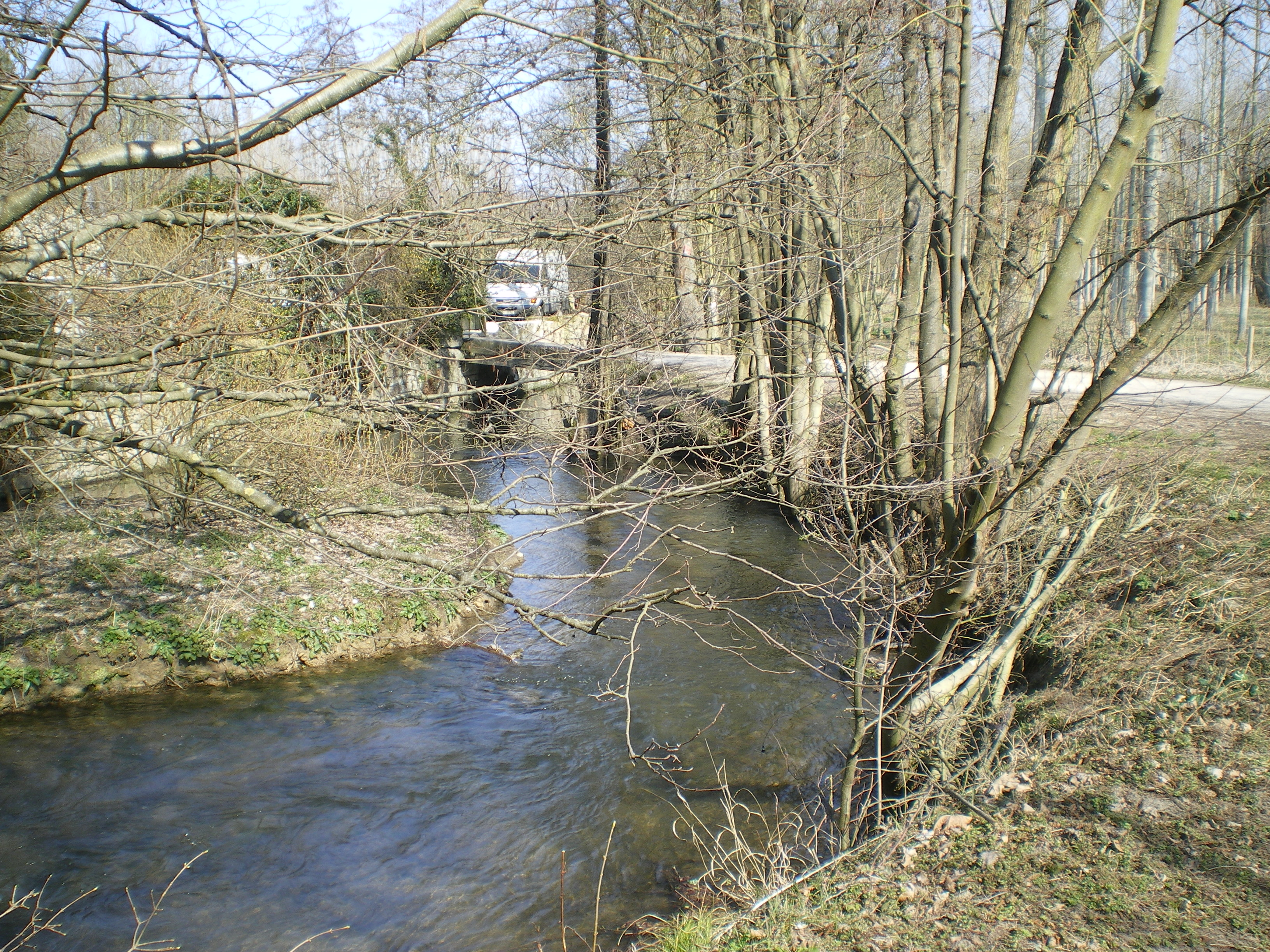
Le Sausseron à Valmondois

La commune est drainée par le Sausseron, affluent de l'Oise et donc sous-affluent de la Seine. L'Oise est tangente à l'est la commune.
Cinq moulins étaient implantés sur la rivière, dont  : 
- Le moulin Leroy, actif jusqu'en 1978 ;
- Le Moulin de la Naze

Le village est exposé à d'importants risques de coulées de boue lors de fortes pluies, et les ouvrages réalisés par  l’Entente Oise-Aisne n'ont pu empêcher celle du 19 mai 2019,.

### Climat
Pour des articles plus généraux, voir Climat de l'Île-de-France et Climat du Val-d'Oise.
En 2010, le climat de la commune est de type climat océanique dégradé des plaines du Centre et du Nord, selon une étude du CNRS s'appuyant sur une série de données couvrant la période 1971-2000. En 2020, Météo-France publie une typologie des climats de la France métropolitaine dans laquelle la commune est dans une zone de transition entre le climat océanique et le climat océanique altéré et est dans la région climatique Sud-ouest du bassin Parisien, caractérisée par une faible pluviométrie, notamment au printemps (120 à 150 mm) et un hiver froid (3,5 °C).
Pour la période 1971-2000, la température annuelle moyenne est de 11,5 °C, avec une amplitude thermique annuelle de 15 °C. Le cumul annuel moyen de précipitations est de 671 mm, avec 11,9 jours de précipitations en janvier et 7,7 jours en juillet. Pour la période 1991-2020, la température moyenne annuelle observée sur la station météorologique la plus proche, située sur la commune de Pontoise à 8 km à vol d'oiseau, est de 12,5 °C et le cumul annuel moyen de précipitations est de 666,7 mm,. Pour l'avenir, les paramètres climatiques de la commune estimés pour 2050 selon différents scénarios d'émission de gaz à effet de serre sont consultables sur un site dédié publié par Météo-France en novembre 2022.

## Urbanisme

### Typologie
Au 1er janvier 2024, Valmondois est catégorisée ceinture urbaine, selon la nouvelle grille communale de densité à sept niveaux définie par l'Insee en 2022.
Elle appartient à l'unité urbaine de Paris, une agglomération inter-départementale regroupant 407  communes, dont elle est une commune de la banlieue,,. Par ailleurs la commune fait partie de l'aire d'attraction de Paris, dont elle est une commune de la couronne,. Cette aire regroupe 1 929 communes,.

### Occupation des sols

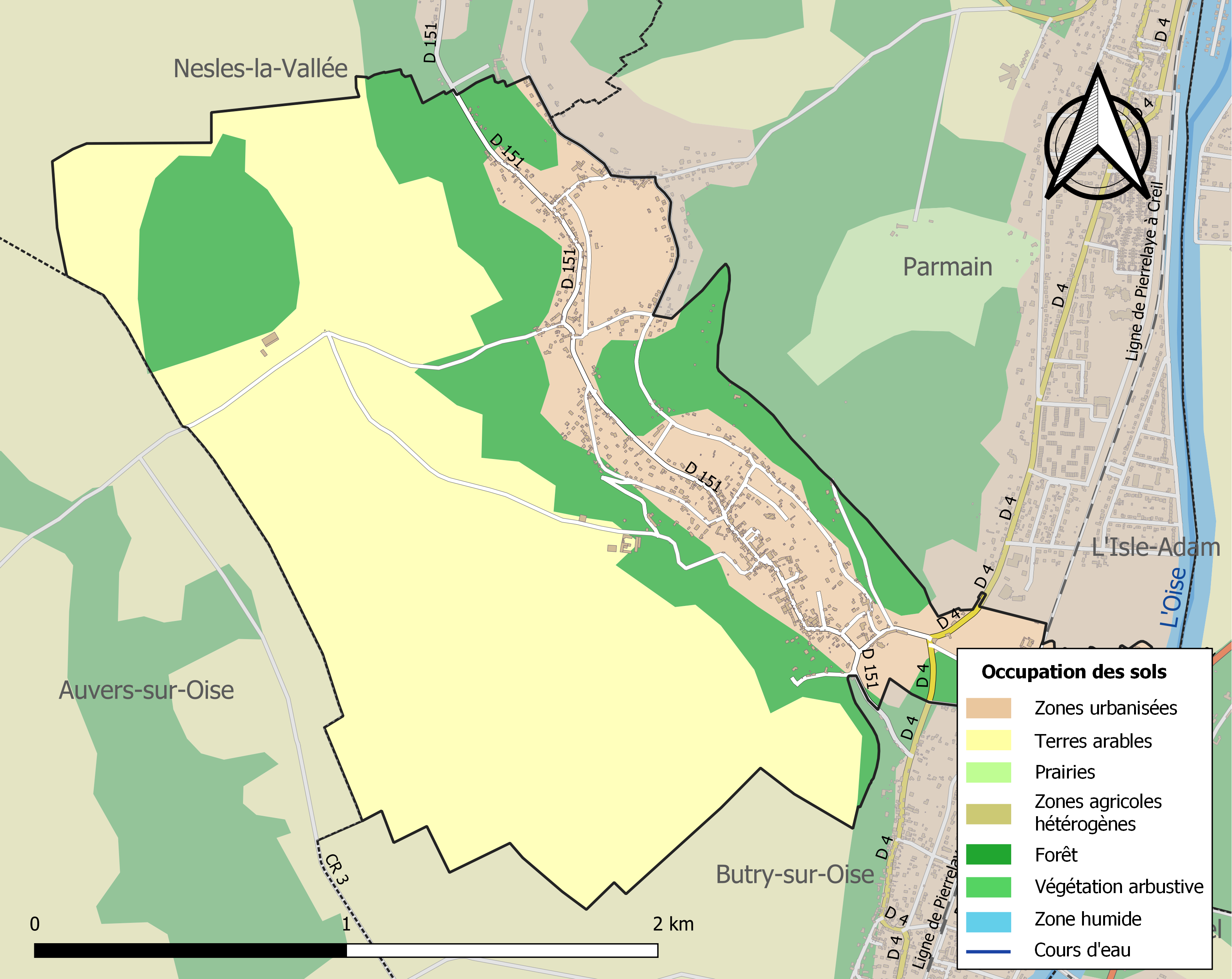
Carte des infrastructures et de l'occupation des sols de la commune en 2018 (CLC).

### Lieux-dits, hameaux et écarts
La commune  comprend le Hameau de La Naze et les écarts appelés l'Équipée, le Moulin de la Fabrique et la Ferme.

### Habitat et logement
En 2021, le nombre total de logements dans la commune était de 608, alors qu'il était de 588 en 2016 et de 572 en 2011.
Parmi ces logements, 88 % étaient des résidences principales, 5,8 % des résidences secondaires et 6,2 % des logements vacants. Ces logements étaient pour 82,3 % d'entre eux des maisons individuelles et pour 17 % des appartements.
Le tableau ci-dessous présente la typologie des logements à Valmondois en 2021 en comparaison avec celle du Val-d'Oise et de la France entière. Une caractéristique marquante du parc de logements est ainsi une proportion de résidences secondaires et logements occasionnels (5,8 %) supérieure à celle du département (1,5 %) mais inférieure à celle de la France entière (9,7 %).
| Typologie                                               | Valmondois | Val-d'Oise | France entière |
| ------------------------------------------------------- | ---------- | ---------- | -------------- |
| Résidences principales (en %)                           | 88         | 92,4       | 82,2           |
| Résidences secondaires et logements occasionnels (en %) | 5,8        | 1,5        | 9,7            |
| Logements vacants (en %)                                | 6,2        | 6          | 8,1            |

### Voies de communication et transports
La commune de Valmondois est desservie par la gare de Valmondois, située sur le territoire de la commune voisine de Butry-sur-Oise et desservie par les trains du réseau Transilien Paris-Nord (ligne H).

## Toponymie
Le nom de la localité est mentionné sous la forme Vaulmondoys en 1498.
Le nom Valmondois provient du latin vallis munda, la vallée élégante[Information douteuse]. Le poète Rutebeuf a d'ailleurs écrit ce jeu de mots : Valmondois est de valor monde, « Bien en est la valeur mondée ».

## Histoire
Le lieu est occupé dès la Préhistoire, comme l'atteste la découverte de nombreux silex taillés sur le territoire de la commune.
En 1093, une charte de donation d'un certain Adam de Valmondois évoque l'église primitive de l'actuel village. Le village est mentionné ensuite au XIIe siècle sous le nom de Valmondoys.. ..
La paroisse dépend du diocèse de Rouen, du parlement de Paris et du bailliage de Senlis.
Le Sausseron qui traverse le bourg est jalonné de 21 moulins au XIIIe siècle, dont 7 à Valmondois. Le plus ancien tourne depuis 1164. En 1899, six moulins à eau sont encore en activité sur le cours de la rivière à Valmondois.
Au XVIIIe siècle, le fief est partagé entre le prince de Conti et l'abbaye Saint-Martin de Pontoise. En 1781, il comptait 90 % de terres agricoles et recouvrait à peu près sa superficie actuelle.
Le village compte deux châteaux : un, proche l'église sur la pente du coteau, est totalement détruit durant la Révolution française, l'autre, le château d'Orgivaux, est rebâti à la fin du XVIIIe siècle.
Un prieuré est vendu comme bien national à un meunier du village pour une somme dérisoire à la Révolution.
En 1849, un incendie ravage une douzaine de maisons de chaume du village.
La commune est desservie par le chemin de fer dès 1846, mais la gare de Valmondois, située en fait à Butry-sur-Oise, n'est inaugurée qu'en 1877. Elle est devenue un terminus partiel du transilien Paris-Nord.
Valmondois a été également desservi de 1886 à 1949 par la ligne de chemin de fer à voie métrique Valmondois - Marines. À l'emplacement de son dépôt, le long de la gare de Valmondois, avait été aménagé le musée des tramways à vapeur et des chemins de fer secondaires français (MTVS), qui faisait circuler sur un tronçon de l'ancienne voie ferrée remontée en 1986 une partie de ses collections ferroviaires. Cette voie a été déposée en 2018 afin de permettre le chantier de création d'une voie verte réservée aux piétons et cyclistes, aménagée dans le cadre du projet des « Boucles du Vexin » et les trains circulent désormais sur le Train à vapeur du Beauvaisis à Crèvecœur-le-Grand,
Quelques jours avant la Libération, un employé de cette ligne, résistant, sera torturé et abattu par les Nazis.

## Politique et administration

### Rattachements administratifs et électoraux

#### Rattachements administratifs
Antérieurement à la loi du 10 juillet 1964, la commune faisait partie du département de Seine-et-Oise. La réorganisation de la région parisienne en 1964 fit que la commune appartient désormais au département du Val-d'Oise et à son arrondissement de Pontoise après un transfert administratif effectif au 1er janvier 1968.
Elle faisait partie de 1793 à 1976 du canton de L'Isle-Adam, année où elle intègre le canton de la Vallée-du-Sausseron. Dans le cadre du redécoupage cantonal de 2014 en France, cette circonscription administrative territoriale a disparu, et le canton n'est plus qu'une circonscription électorale.

#### Rattachements électoraux
Pour les élections départementales, la commune est membre depuis 2014 du canton de Saint-Ouen-l'Aumône
Pour l'élection des députés, elle fait partie de la première circonscription du Val-d'Oise.

### Intercommunalité
La commune faisait partie de la communauté de communes de la Vallée de l'Oise et des impressionnistes créée fin 2004.
Toutefois, dans le cadre de l'achèvement de la coopération intercommunale prévue par la loi de modernisation de l'action publique territoriale et d'affirmation des métropoles, cette intercommunalité a disparu le 31 décembre 2015 et la commune a alors intégré la communauté de communes Sausseron Impressionnistes,,,.

### Liste des maires successifs
| Période                                  | Période                    | Identité                        | Étiquette     | Qualité |
| ---------------------------------------- | -------------------------- | ------------------------------- | ------------- | --- |
| Les données manquantes sont à compléter. |                            |                                 |               | |
| 1789                                     | 1792                       | M. Papon                        |               | |
| 1792                                     | 1792                       | Louis Duplessis                 |               | |
| 1792                                     | 1794                       | Antoine Cochegrue               |               | |
| 1794                                     | 1797                       | Nicolas Vare                    |               | |
| 1797                                     | 1807                       | Louis Duplessis                 |               | |
| 1807                                     | 1813                       | Antoine Bouche                  |               | |
| 1813                                     | 1831                       | Jean André de Provigny          |               | |
| 1831                                     | 1836                       | Alexandre Bouche                |               | |
| 1836                                     | 1846                       | Antoine Rouze                   |               | |
| 1846                                     | 1853                       | Alexandre de Provigny           |               | |
| 1853                                     | 1870                       | Louis Deprez                    |               | |
| 1870                                     | 1874                       | Charles Bernay                  |               | |
| 1874                                     | 1876                       | François Amédée Poulet          |               | |
| 1876                                     | 1881                       | Charles Bernay                  |               | |
| 1881                                     | 1883                       | Ernest Lozier                   |               | |
| 1883                                     | 1907                       | Jean Antoine Morel              |               | |
| 1907                                     | 1908                       | Ludovic Cavelier de Montgeon    |               | |
| 1908                                     | 1922                       | Louis Bescherelle               |               | |
| 1922                                     | 1930                       | Charles Caffin                  |               | |
| 1930                                     | 1932                       | Octave Levasseur                |               | |
| 1932                                     | 1940                       | Georges Huisman                 |               | Secrétaire général de la présidence du Conseil Directeur général des Beaux-arts du ministère de l'éducation nationale et des Beaux-Arts,                                                                                 |
| 1940                                     | 1944                       | René Brochet                    |               | Chanteur d'opéra |
| 1945                                     | 1953                       | Henry Allard                    |               | |
| 1953                                     | 1965                       | René Brochet                    |               | |
| 1965                                     | 1977                       | Gérard Champeville de Boisjolly |               | |
| 1977                                     | 1989                       | Charles Mathieu                 |               | |
| mars 1989                                | juin 1995                  | Noëlle Lenoir                   | PS            | Maître des requêtes au Conseil d'Etat Membre du Conseil constitutionnel (1992 → 2001) Ministre chargée des Affaires européennes (2002 → 2004) Présidente du Comité international de bioéthique de l'Unesco (1992 → 1998) |
| juin 1995,                               | mars 2008                  | Bruno Huisman                   | PS            | Petit-fils de Georges Huisman |
| mars 2008                                | avril 2010                 | Noëlle Lenoir                   | DVD           | Démissionnaire |
| mai 2010                                 | En cours (au 18 juin 2021) | Bruno Huisman                   | DVG puis LREM | Petit-fils de Georges Huisman Réélu pour le mandat 2020-2026, |

### Distinctions et labels
La commune a obtenu le label « Cittaslow » en 2013. Ce label international, qui a un escargot pour logo, défend les villes où il fait bon vivre et qui revendiquent la lenteur.

## Équipements et services publics

### Espaces publics
Valmondois a été l’une des premières communes du Val-d’Oise à bannir les produits phytosanitaires.
En 2021, la commune est candidate pour l’obtention du label Territoire engagé pour la nature.

### Enseignement
La commune dispose de l'école primaire Robert-Hoffmann. La municipalité a décidé que la cantine serait alimentée par des plats cuisinés localement, afin d'améliorer la qualité gustative des repas des enfants et de soutenir une production locale en favorisant le circuit court.

### Culture
La maison Honoré Daumier a été transformée en centre d’exposition d’artistes contemporains de Valmondois et d’ailleurs, animée par l’Association des Amis de la Villa Daumier,. Le Moulin de la Naze, maison de la Meunerie, présente également des expositions.

## Population et société
Les habitants sont les Valmondoisiennes et les Valmondoisiens.

### Démographie
L'évolution du nombre d'habitants est connue à travers les recensements de la population effectués dans la commune depuis 1793. Pour les communes de moins de 10 000 habitants, une enquête de recensement portant sur toute la population est réalisée tous les cinq ans, les populations de référence des années intermédiaires étant quant à elles estimées par interpolation ou extrapolation. Pour la commune, le premier recensement exhaustif entrant dans le cadre du nouveau dispositif a été réalisé en 2005.

En 2022, la commune comptait 1 209 habitants, en évolution de +0,58 % par rapport à 2016 (Val-d'Oise : +4 %, France hors Mayotte : +2,11 %).
| 1793 | 1800 | 1806 | 1821 | 1831 | 1836 | 1841 | 1846 | 1851 |
| ---- | ---- | ---- | ---- | ---- | ---- | ---- | ---- | ---- |
| 374  | 352  | 410  | 385  | 436  | 366  | 384  | 382  | 384  |

| 1856 | 1861 | 1866 | 1872 | 1876 | 1881 | 1886 | 1891 | 1896 |
| ---- | ---- | ---- | ---- | ---- | ---- | ---- | ---- | ---- |
| 396  | 428  | 406  | 375  | 367  | 417  | 432  | 398  | 545  |

| 1901 | 1906 | 1911 | 1921 | 1926 | 1931 | 1936 | 1946 | 1954 |
| ---- | ---- | ---- | ---- | ---- | ---- | ---- | ---- | ---- |
| 590  | 643  | 717  | 674  | 718  | 711  | 698  | 736  | 827  |

| 1962 | 1968 | 1975 | 1982  | 1990  | 1999  | 2005  | 2006  | 2010  |
| ---- | ---- | ---- | ----- | ----- | ----- | ----- | ----- | ----- |
| 831  | 894  | 966  | 1 002 | 1 095 | 1 213 | 1 250 | 1 234 | 1 204 |

| 2015  | 2020  | 2022  | - | - | - | - | - | - |
| ----- | ----- | ----- | - | - | - | - | - | - |
| 1 208 | 1 222 | 1 209 | - | - | - | - | - | - |

## Culture locale et patrimoine

### Lieux et monuments

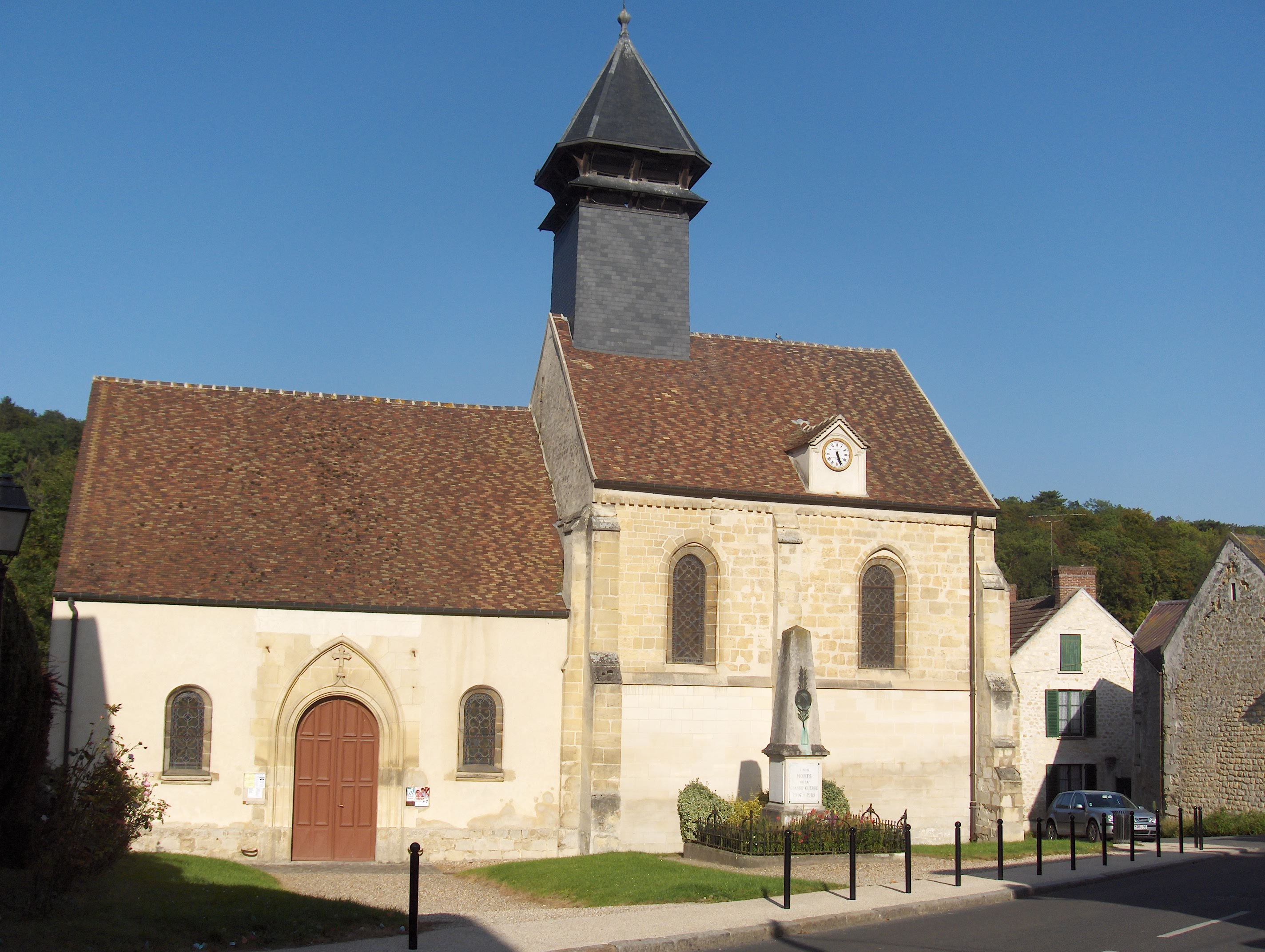
L'église Saint-Quentin.

Valmondois compte deux monuments historiques sur son territoire.
- Église Saint-Quentin, Grande-Rue : le chœur et le bas-côté nord sont  inscrits monument historique[46]).

Un prieuré est fondé à Valmondois en 1093 et une église doit exister à cette époque, mais plus rien ne subsiste ni du prieuré, ni de l'église primitive.
L'église actuelle est construite à partir du début du XIIIe siècle et se compose d'une nef de deux travées accompagnée de ses deux bas-côtés, et d'un chœur carré au chevet plat de deux travées, accompagné de deux collatéraux. Ces derniers, tout comme le chœur, sont voûté d'ogives, alors que la nef et les bas-côtés sont dotés de voûtés en berceau en bois, recouverts de plâtre. Comme le montrent les colonnes occidentales du chœur, la construction devait initialement se prolonger vers l'ouest, et la nef actuelle d'une construction assez sommaire ne représente sans doute qu'un compromis. En effet, son édification était à la charge des paroissiens, qui n'avaient vraisemblablement pas les mêmes moyens que le prieuré et le curé, qui se partagèrent les frais de construction du chœur.
La façade méridionale du chœur avec deux baies en tiers-point à lancette simple n'a pas été modifiée depuis les origines, mais la nef a reçu des baies plein cintre. Le clocher en charpente recouvert d'ardoise se dresse au-dessus de l'ouest du chœur, à cheval sur le toit. Le portail principal sur la façade sud de la nef, également plein cintre, est toutefois surmonté par un arc en tiers-point.
Mal restaurée vers 1897, la nef ne présente plus d'intérêt archéologique ; sont à signaler seulement des fenêtres hautes dissimulées aujourd'hui derrière les toits en appentis des bas-côtés. Le chœur est par contre d'une grande pureté et clarté et reflète très bien l'art gothique de son époque, seulement les bases des colonnes ayant été refaites à la fin du XIXe siècle. Initialement, les trois vaisseaux étaient de même hauteur ; puis, au premier quart du XVIe siècle, le collatéral nord a été élargi et recouvert par des voûtes plus basses, achevées apparemment en 1525. La structure de ces voûtes s'inspire encore de l'architecture gothique flamboyante, mais l'ornementation est déjà de style Renaissance, et les arcades entre les deux travées et vers le vaisseau central sont plein cintre. La voûte la plus occidentale est subdivisée par des liernes ; l'autre présente à la fois des liernes et tiercerons. Aux cinq points de convergence de ses nervures, ainsi qu'au centre du doubleau séparant les deux voûtes, cette voûte du nord-est présente six clés de voûte pendantes et ornées de petites sculptures de personnages. Elles sont classées au titre des objets. On trouve également dans l'église des bas reliefs du XVIIe siècle représentant saint Jean-Baptiste, une copie d'une toile de Raphaël du XIXe siècle (Scène d'exorcisme) et des vitraux de la même époque, notamment celui représentant le mariage de la Vierge, monté dans un style imitant celui du XVIe siècle (vitrerie en losange, éléments décoratifs en bordure).
- Moulin de la Naze, rue Léon-Bernard (inscrit monument historique, y compris la machinerie en 1987[52]) : ce moulin à eau établi sur le Sausseron est attesté depuis 1403.

C’est ce moulin qui aurait fourni l’inspiration à Jean de La Fontaine, alors hôte du prince de Conti, pour sa fable « Le Meunier, son fils et l'âne ».
Le moulin est aujourd'hui partagé entre une habitation et la maison de la Meunerie, l'un des musées et maisons à thème du Parc naturel régional du Vexin français. Il présente toujours une roue dite Poncelet, qui tourne de nouveau, et son mécanisme ancien, qui n'a toutefois pas été remis en état de fonctionnement. Le musée est ouvert le week-end uniquement, sauf au mois d'août,.
On peut également noter : 
- Buste d'Honoré Daumier, place Honoré-Daumier : Ce buste est une copie de l'œuvre de Adolphe-Victor Geoffroy-Dechaume (dit Victor Geoffroy-Dechaume)[55] et remplace le buste primitif qui était dû à son fils Adolphe Geoffroy-Dechaume (1844-1915).
- Ancien presbytère, au nord de l'église : seule la tradition orale permet d’identifier cette maison du XVIIIe siècle comme étant l'ancien presbytère[56].
- Maison de Daumier, Grande-Rue : En 1877, Camille Corot achète cette maison de village pour le caricaturiste alors dans la gêne. Elle jouxte son atelier installé dans le jardin[57]. Une plaque commémorative est apposée sur la façade. À ne pas confondre avec la « Villa Daumier », située chemin Bescherelle, lieu d'exposition de la commune.
- Ancien café-restaurant "La petite Suisse", Grande-Rue : Il date du début du XIXe siècle et sert aujourd'hui d'habitation[58].
- Moulin de l'église, rue d'Orgivaux : Il n'en reste qu'une maison d'habitation datant de la fin du XVIIIe ou du début du XIXe siècle. Le pont en pierre sur le Sausseron est remarquable[59].
- Moulin Le Roy, chemin du moulin Lefèvre : Attesté depuis le XIIe siècle, les bâtiments actuels n'ont toutefois été bâtis que vers 1840 environ. Une machine à vapeur auxiliaire a été installée au début du XXe siècle, puis la roue à aubes a été remplacée par une turbine hydraulique vers 1930. Jusqu'en 1978, cette dernière a encore été utilisée pour produire de l'électricité[60]. Labellisé patrimoine d'intérêt régional.
- Château d'Orgivaux : Cette grande demeure du début du XIXe siècle sans beaucoup de caractère est entourée d'un parc aménagé par Adolphe Alphand. Un pont au-dessus de la route à l'entrée du village le relie aux vestiges d'une orangerie, récemment restaurés. Ces deux bâtiments proviennent du château précédent du XVIIIe siècle. Un colombier cylindrique se trouve dans la cour de la ferme du château. Construit en moellons, ses ouvertures en demi-lune sont encadrées par des briques[61].
- Ancienne maison de vigneron, chemin des Vallées : Cette maison du début du XIXe siècle bâtie sur des caves en rez-de-chaussée a été restaurée[62].
- Maison de Georges Duhamel, 243 rue Georges-Duhamel : L'écrivain passe la saison estivale à Valmondois à partir de 1919, puis achète cette grande maison entouré d'un parc en 1925. Il y passe six mois par an avec son épouse, l'actrice de théâtre Blanche Albane, qui organise au parc des représentations d'œuvres de Shakespeare[63].
- Maison des voyageurs, rue des Murs : Le peintre Joël Moulin (1935-1997) a habité cette maison datant de 1830.
- Lavoir couvert sur le Sausseron, avenue du Carrouge : Le petit édicule en moellons recouvert d'un toit en appentis date du XIXe siècle[64].
- Cimetière de Valmondois, rue de la croix Boissière : Situé sur les coteaux de la vallée du Sausseron, il offre une vue sur l'église. Il renferme la tombe de Louis-Nicolas Bescherelle, avec un bas-relief sculpté par Geoffroy-Dechaume[65] (volé) ; les sépultures de Henri Laurent-Desrousseaux ; Pierre Sabbagh ; Catherine Langeais ; Adolphe-Victor Geoffroy-Dechaume ; Jacques Bertillon ; Georges Huisman ; et la chapelle funéraire de la famille de Provigny[66], autrefois famille châtelaine de Valmondois.
- Croix Boissière, rue de la Croix Boissière : Croix en fonte de taille moyenne, s'élevant sur un socle en pierre sculpté. La croix porte la date de 1868[67].
- Croix Burgaud, sur un chemin rural du plateau : Grande croix en fonte de 1830 sur un socle en pierre de facture simple[68].

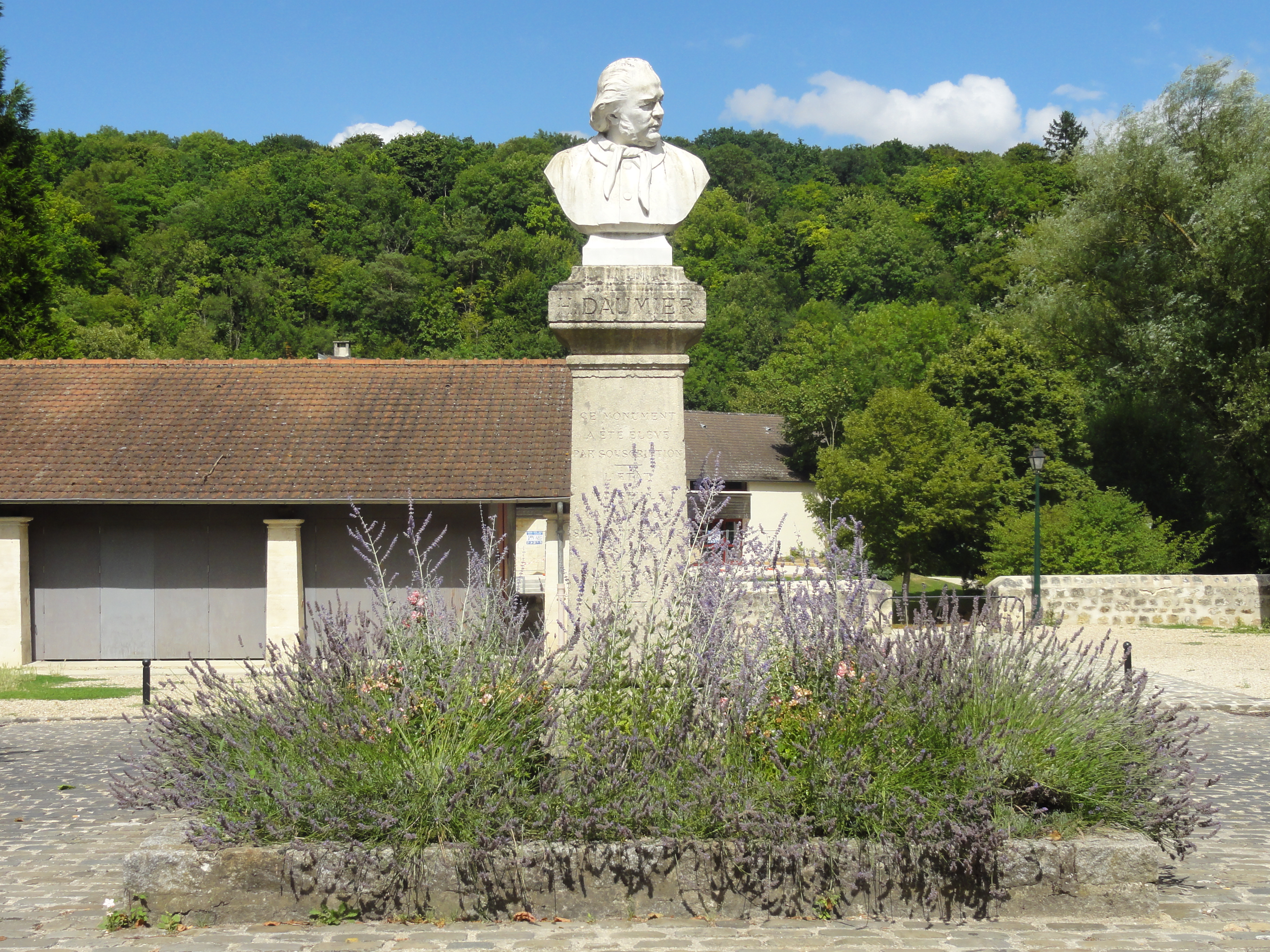
Buste d'Honoré Daumier.
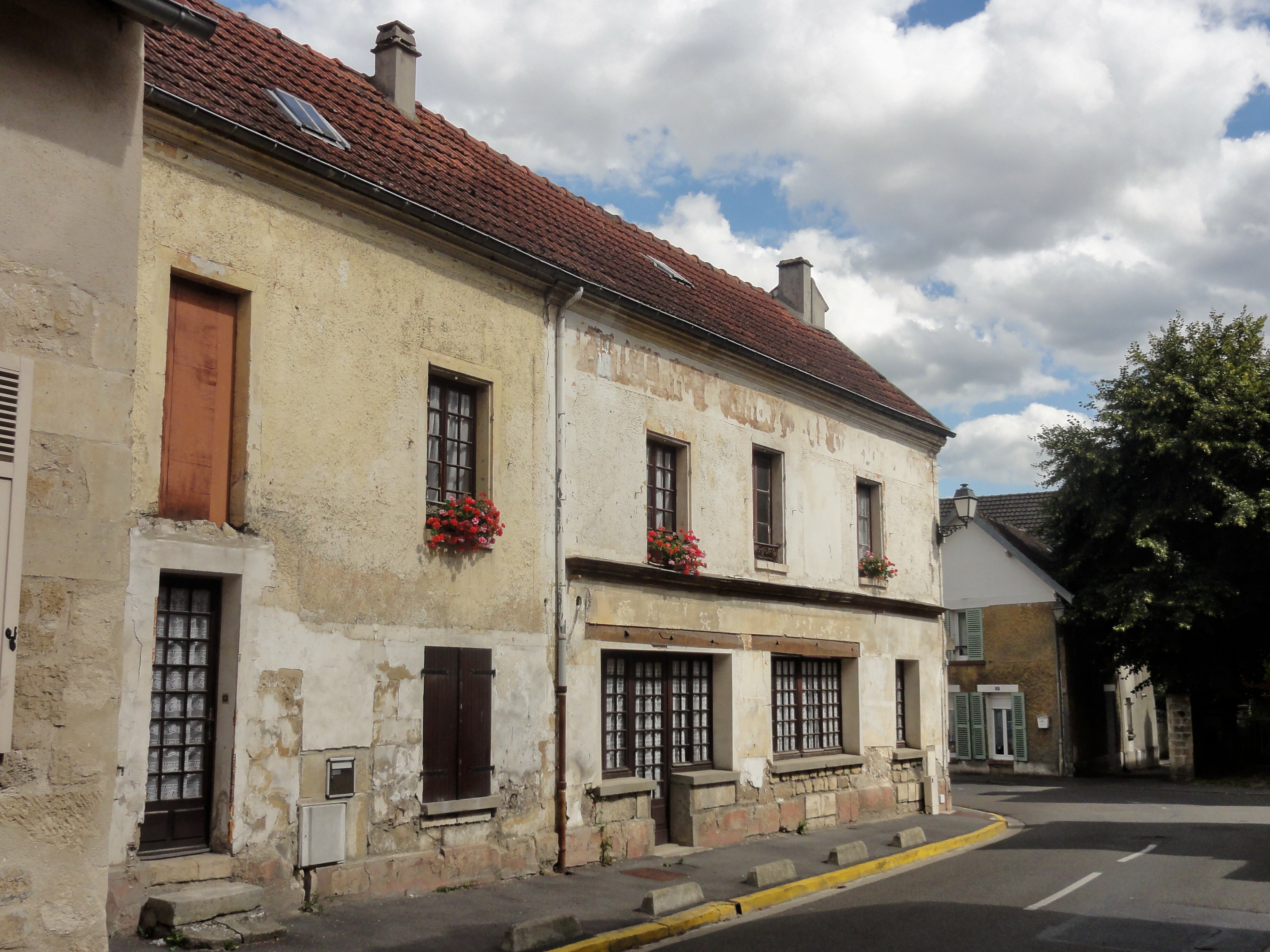
Ancien café-restaurant "La petite Suisse".
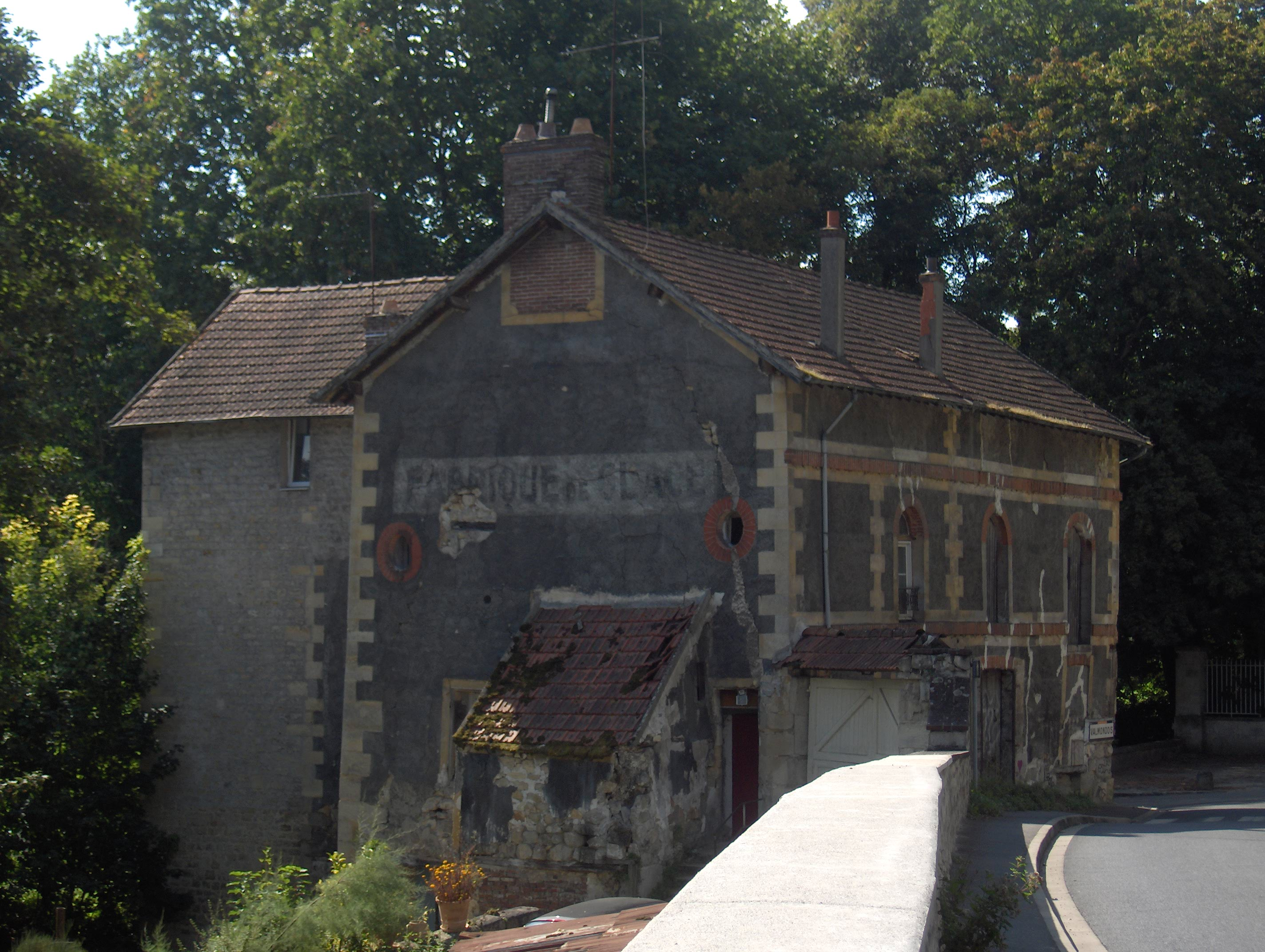
Moulin d'Orgivaux ou de glace.
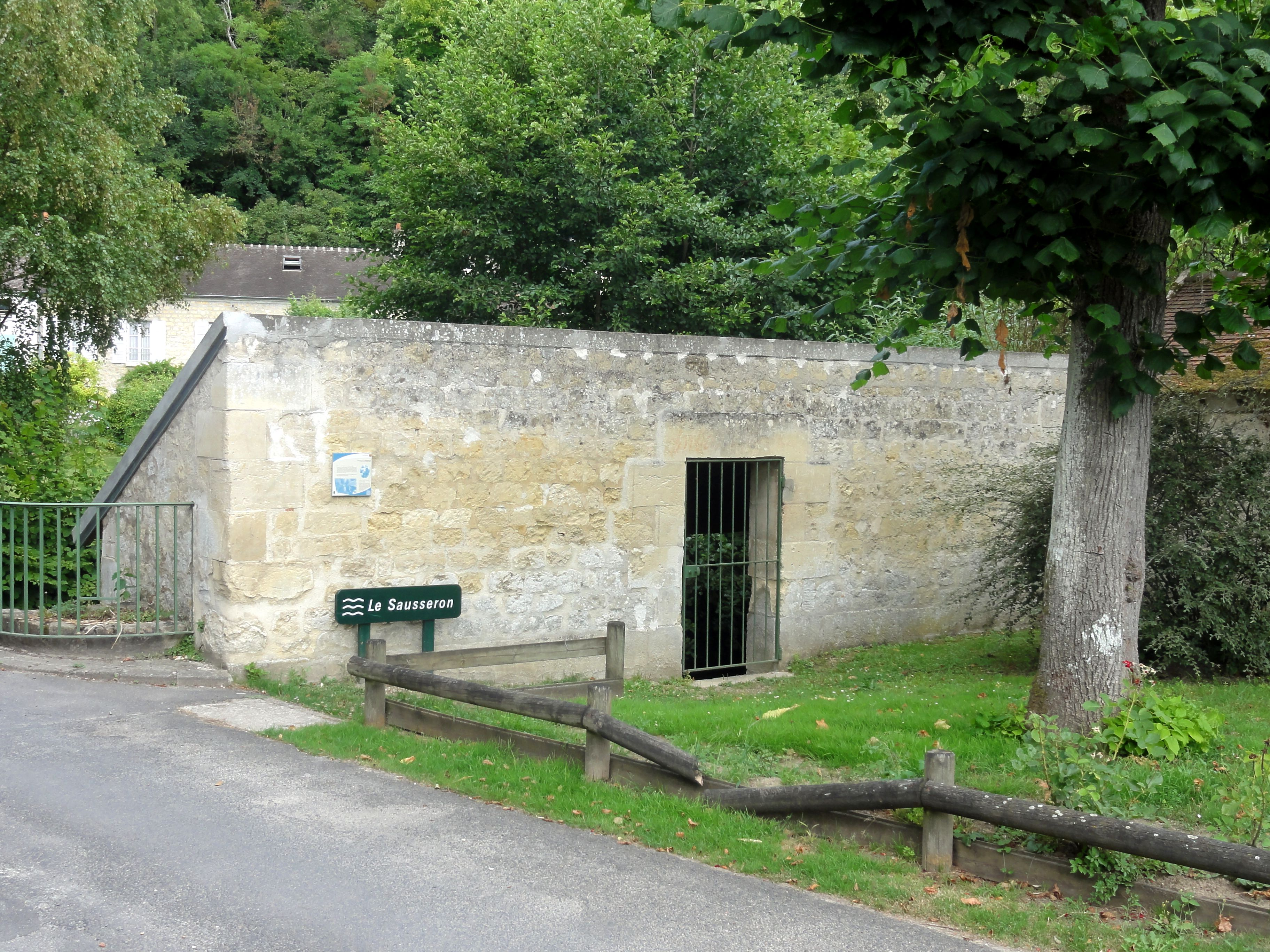
Lavoir du Carrouge.

### Patrimoine mobilier classé ou inscrit
- Marthe et Marie, peinture d'Agostino Scilla de 1679, visible dans le chœur de l'église Saint-Quentin, est inscrite depuis 1987. La toile provient des butins de guerre napoléoniens, plus exactement d'un couvent de Fano (Italie). Elle a été donnée à l'église par la famille de Provigny[69].
- Le Saint Jérôme méditant, toile du XVIIe siècle classée en 1981, est également visible dans l'église. Elle représente ce docteur de l'Église[70].
- Un autre tableau Le Christ apparaissant aux saintes femmes, toile du XVIIIe siècle, d'auteur inconnu, est classé depuis 1996 est également visible dans l'église[71].

### Personnalités liées à la commune

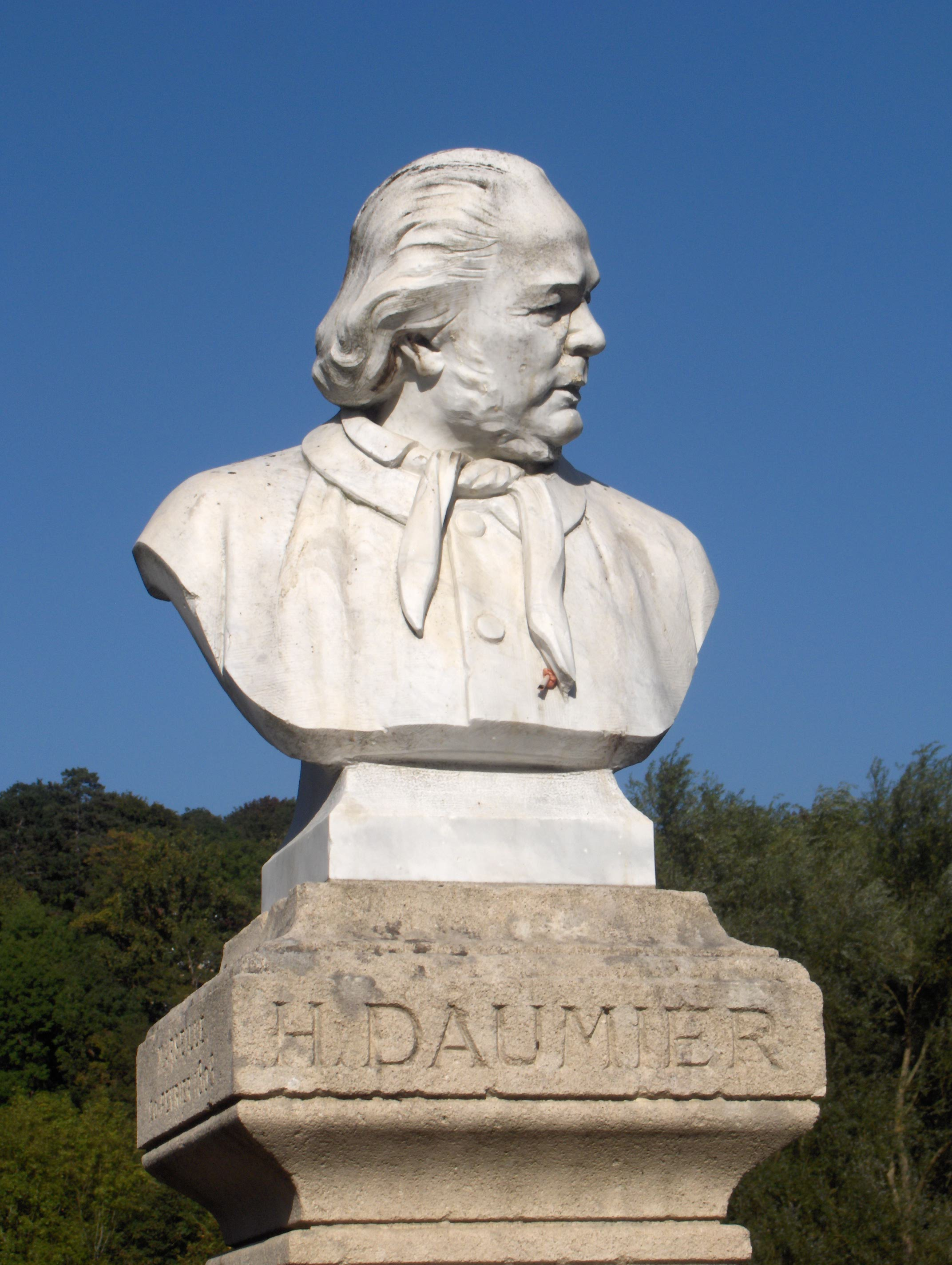
Buste d'Honoré Daumier sur une place du village.

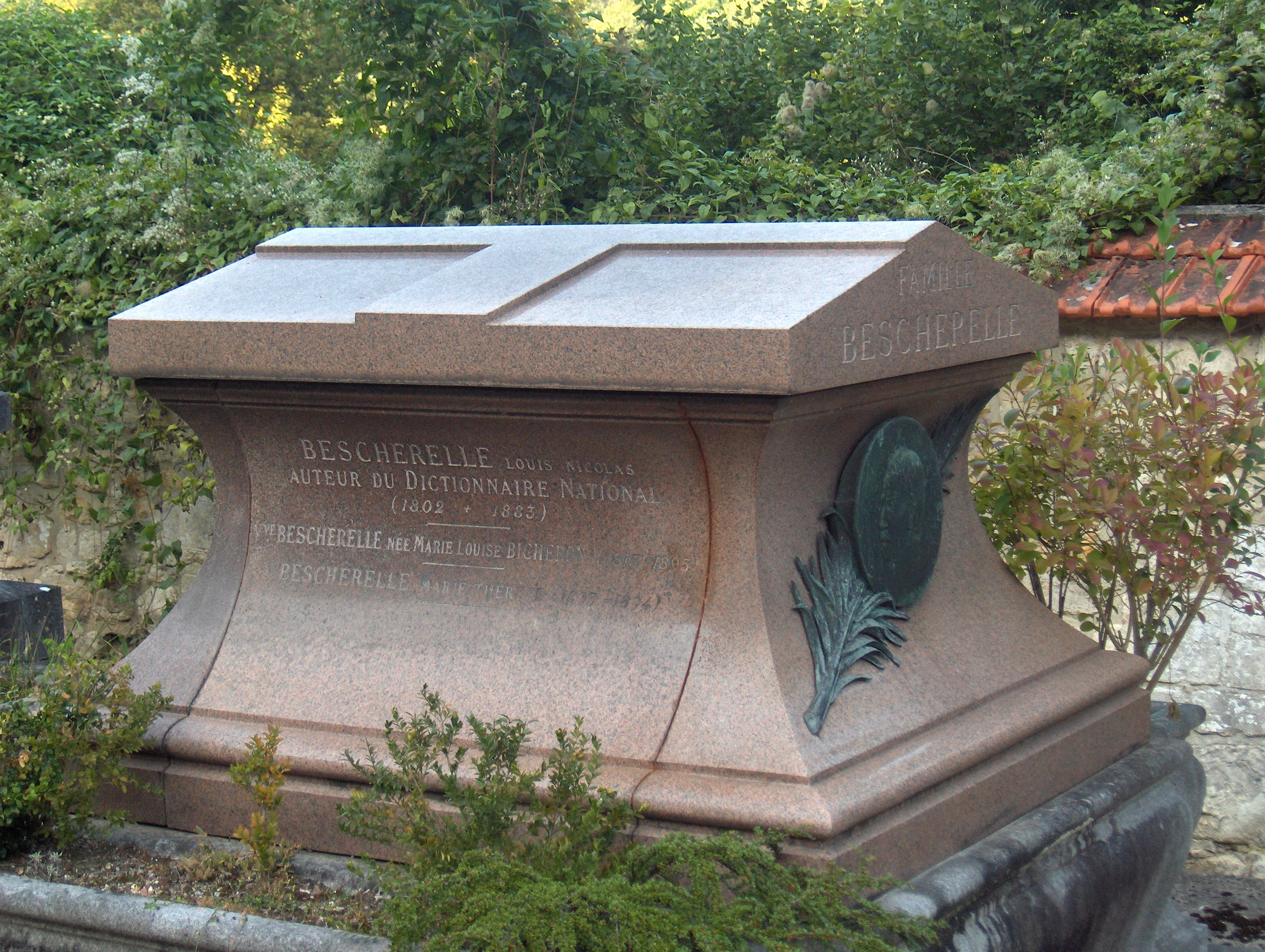
Tombeau de la famille Bescherelle.

Au Moyen-Âge, Il est fait mention en 1140 d'un Gautier de Valmondois, participant au voyage de Jérusalem.
On peut notamment signaler :
- Léon Bernard (1877-1936), sociétaire de la Comédie-Française durant l'entre-deux-guerres, habita l'ancienne maison de Vlaminck. Il joua notamment Monsieur Jourdain dans la comédie-ballet Le Bourgeois gentilhomme.
- Jacques Bertillon, statisticien et démographe renommé de la IIIe République, est mort en 1922 à Valmondois, où il vivait.
- Louis-Nicolas Bescherelle, un des plus éminents lexicographes du XIXe siècle, auteur des célèbres livres de grammaire, eut un fils qui fut maire de la commune de 1908 à sa mort en 1922. Il y fit ramener la dépouille mortelle de son père qui fut inhumé dans le cimetière du village.
- Honoré Daumier, peintre, dessinateur et sculpteur, est décédé à Valmondois en 1879, où il fut provisoirement inhumé avant que sa dépouille soit transférée au cimetière parisien du Père-Lachaise. D'autres de ses contemporains, artistes de renom, ont vécu dans la commune, notamment Charles-François Daubigny, qui y avait été placé en nourrice durant son enfance, et Camille Corot. Le frère de Jules Dupré, Victor (1816-1879), habita également à Valmondois et y peignit les bords de l’Oise et du Sausseron. En 1946, Jean Dannet fut pendant quatre mois le gardien attitré de la maison de Daumier et y exerça son activité de peintre.
- La dessinatrice Marie-Madeleine Dauphin, épouse de Franc-Nohain nait à Valmondois le 6 juin 1878.
- Paul Denarié, artiste-peintre, s'installe dans l'Oise pour représenter ses paysages et réalise plusieurs toiles à Valmondois.
- Antoine Duhamel, compositeur né et mort à Valmondois, fils de Georges Duhamel.
- Georges Duhamel, écrivain et académicien français s'installe à Valmondois en 1919 au retour de la guerre. Il y passe alors six mois par an consacrés à l'écriture. Son livre Les jumeaux de Vallangoujard, enrichi des dessins exécutés par Berthold Mahn dans le parc de la propriété, évoque les vacances familiales dans cette maison où Georges Duhamel meurt le 13 avril 1966.
- Le professeur Henry Mamou (1903-2000) a vécu à Valmondois de 1945 à 1986[réf. nécessaire].
- Le sculpteur Adolphe-Victor Geoffroy-Dechaume (1816-1892) (dit Victor Geoffroy-Dechaume) a vécu, travaillé et est mort à Valmondois.
- Georges Huisman (1889-1957), secrétaire général de la présidence sous le mandat de Paul Doumer et organisateur du premier festival de Cannes qui aurait dû avoir lieu en 1939, a été maire du village[27].
- Le chanteur d'opéra, auteur et compositeur Gilbert Duprez s'installe au village et en devient le maire de 1850 à 1870, il est rapidement rejoint par le sculpteur Adolphe-Victor Geoffroy Dechaume (1815-1892), élève de David d'Angers. La commune acquiert ainsi une relative notoriété dans la seconde moitié du XIXe siècle. Plusieurs peintres (Corot, Théodore Rousseau, Charles-François Daubigny, Maurice de Vlaminck...) s'y installent et lui confèrent, à l'image d'Auvers-sur-Oise sa voisine, un dynamisme culturel certain[72].
- Jean de La Fontaine (1621-1695), poète moraliste à séjourné à Valmondois et y a écrit la fable « Le Meunier, son fils et l'Âne »[73]
- Noëlle Lenoir, maire de la commune à deux reprises, première femme membre du Conseil constitutionnel, ancienne ministre.
- Pierre Sabbagh (1918-1994) et son épouse Catherine Langeais (1923-1998) ont vécu de nombreuses années dans la commune.
- Théophile Silvestre (1823-1876), écrivain et journaliste du Second Empire, a vécu et est mort dans la commune.
- Le poète Charles Vildrac (1882-1971) a passé plusieurs étés dans la commune après la Première Guerre mondiale de 1919 à 1921.
- Maurice de Vlaminck (1876-1958) s'installe en 1919 à Valmondois jusqu'en 1925.

### Héraldique
| Blason de Valmondois | Blason  | De gueules au vol d'aigle d'or, au chef aussi d'or chargé de trois larmes de sable. |
| Blason de Valmondois | Détails | Le statut officiel du blason reste à déterminer.                                    |

La commune a adopté le 29 mai 2021 un nouveau blason représentant un hérisson et un escargot entremêlés fond rouge, surmontée d'une bande jaune représentant le Sausseron, ces couleurs étant issues de l'ancien blason. Ce nouveau blason remplace l'ancien qui, selon le maire, ne correspond à aucune réalité historique ou locale, et permet de symboliser l’engagement de Valmondois dans la protection de l’environnement